# Bučkova jama
Bučkova jama je přírodní památka v katastrálním území obce Vrbovce v okrese Myjava v Trenčínském kraji na Slovensku. Území bylo vyhlášeno v roce 1993 a jeho rozloha je 40,91 hektaru. Předmětem ochrany je komplex bělokarpatských sesuvných luk a výběrných lesů.